# Indywidualne Mistrzostwa Szwecji na Żużlu 1988
Indywidualne Mistrzostwa Szwecji na Żużlu 1988 – cykl turniejów żużlowych, mających wyłonić najlepszych żużlowców szwedzkich. Tytuł wywalczył Per Jonsson (Bysarna Visby). 

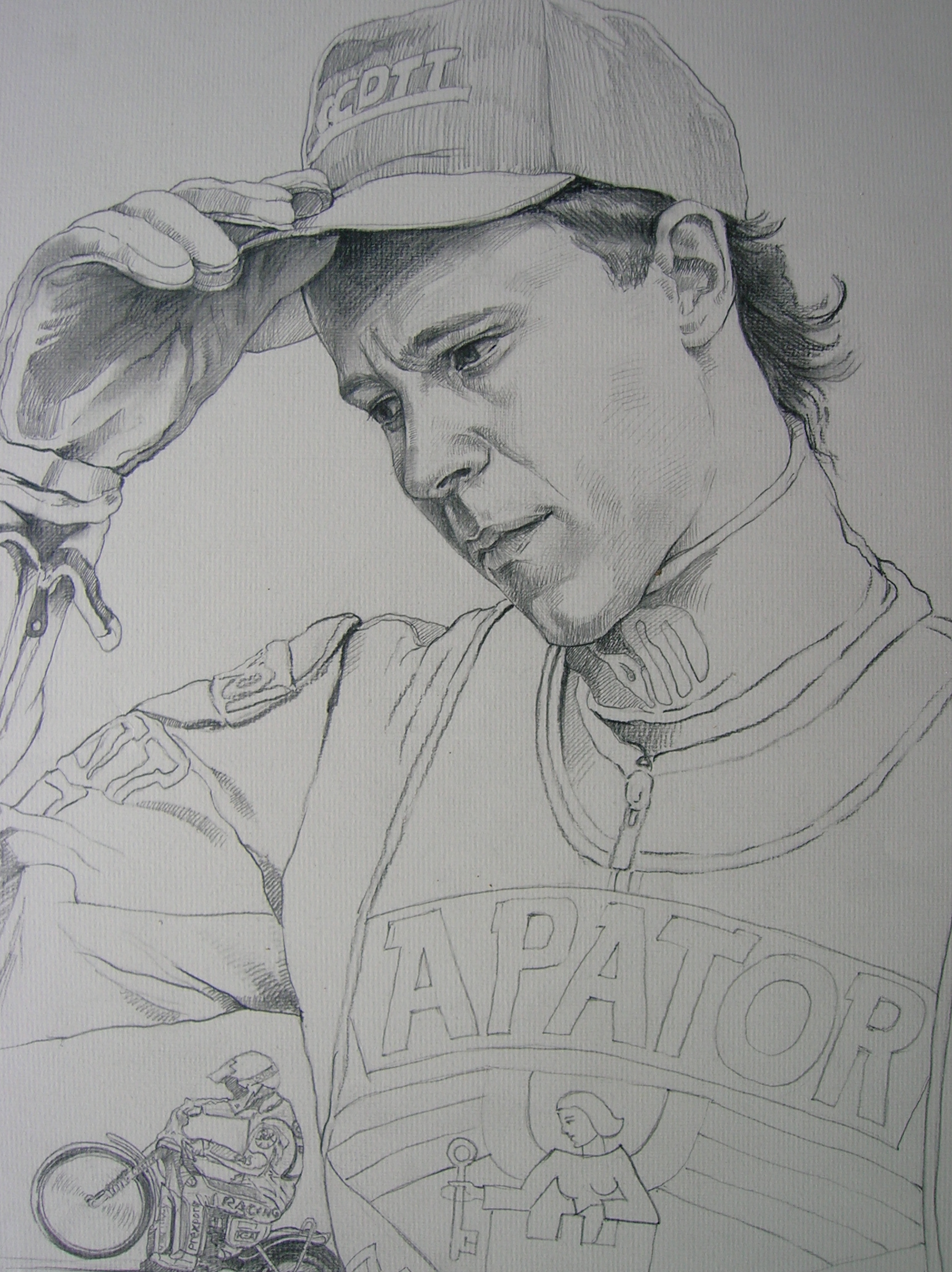
Per Jonsson - mistrz Szwecji 1988

## Finał
- Kumla, 27 sierpnia 1988

| Msc. | Zawodnik              | Klub                   | Pkt   |  |  |
| ---- | --------------------- | ---------------------- | ----- |  |  |
| 1    | Per Jonsson           | Bysarna Visby          | 15    |  |  |
| 2    | Roland Dannö          | Indianerna Kumla       | 12 +3 |  |  |
| 3    | Peter Nahlin          | Smederna Eskilstuna    | 12 +2 |  |  |
| 4    | Jimmy Nilsen          | Stockholm United       | 11    |  |  |
| 5    | Conny Ivarsson        | Vetlanda               | 9     |  |  |
| 6    | Peter Karlsson        | Örnarna Mariestad      | 9     |  |  |
| 7    | Mikael Blixt          | Indianerna Kumla       | 9     |  |  |
| 8    | Kenneth Nyström       | Vetlanda               | 8     |  |  |
| 9    | Tony Gudbrand         | Örnarna Mariestad      | 7     |  |  |
| 10   | Niklas Karlsson       | Örnarna Mariestad      | 7     |  |  |
| 11   | Christer Karlsson     | Indianerna Kumla       | 6     |  |  |
| 12   | Bo Arrhén             | Stockholm United       | 5     |  |  |
| 13   | Krister Gardell       | Indianerna Kumla       | 3     |  |  |
| 14   | Tony Rickardsson      | Stockholm United       | 3     |  |  |
| 15   | Kristian Hultgren     | Bysarna Visby          | 3     |  |  |
| 16   | Mikael Ritterwall     | Vetlanda               | 0     |  |  |
|      | rez. Mikael Teurnberg | Rospiggarna Hallstavik | 1     |  |  |
|      | rez. Dennis Löfqvist  | Bysarna Visby          | 0     |  |  |